# Luins
Luins est une commune suisse du canton de Vaud, située dans le district de Nyon, elle fait partie de La Côte.

## Population

### Gentilé et surnom
Les habitants de la commune se nomment les Luinois.
Ils sont surnommés lè Pllianta-Saudzons (les planteurs de saules en patois vaudois),.

## Monuments

Vue panoramique depuis l'église de Luins.

Église. Ce lieu de culte, mentionné dès 1299, est attesté sous le vocable de saint Pierre en 1393 et devient une paroisse en 1481. Devenu temple protestant à la Réforme, il est en grande partie reconstruit vers 1672-1674. Son chœur, lui, date de 1953. Situé en position dominante en plein vignoble, au-dessus du village, cet édifice pittoresque présente un plan rectangulaire que complète une tour carrée formant clocher-porche. Son couronnement, reconstruit au début du XVIe siècle, allie les traditions romane et de la fin du gothique. Deux cloches de 1507. Classée monument historique en 1903.
Château. Voir Château de Luins.
Maison Dutruy (route du Village 1). Maison vigneronne cossue élevée vers 1788, assurément pour Jean-Louis Dutruy. Elle est restée dans cette même famille (incendiée en 1911, classée monument historique en 1963, restaurée en 1992).
Le Vernay. Ce hameau, attesté au XIVe siècle, disparaît au XVe, sans doute en raison de la peste qui semble avoir ravagé la région. Territorialement, cette commune indépendante a été officiellement dissoute en 1830. On y trouvait deux moulins.